# Formação de Tiaojishan
A Formação de Tiaojishan (ou apenas Formação Tiaojishan) é uma formação geológica situada nas províncias chinesas de Hebei e Liaoning, que data do período Jurássico intermédio a tardio (idades Bathoniano - Oxfordiano). É notável pelos fósseis botânicos e constituído principalmente por rocha piroclástica, pontuada por rochas vulcânicas e sedimentares. Anteriormente, esta formação estava agrupada com a Formação de Haifanggou e eram denominadas Formação de Lanqui.

## Descrição
Wang e colegas em 2005 dataram, usando a datação argônio-argônio, parte da Formação Tiaojishan em cerca de 160 milhões de anos atrás, o início do estágio Oxfordiano, o primeiro estágio da época do Jurássico Superior. Em 2006, um estudo de Liu e colegas usou a datação de zircão U-Pb para concluir que a Formação Tiaojishan se correlaciona com os Leitos Daohugou, e o intervalo cronológico completo desta biota compartilhada data entre 168 e 164/152 Ma atrás. Um estudo subsequente, publicado em 2008, refinou ainda mais a faixa etária da formação, descobrindo que o limite inferior do Tiaojishan foi formado há 165 Ma, e o limite superior em algum lugar entre 156 e 153 Ma atrás.
Com base na vida vegetal presente na Formação Tiaojishan, Wang Yongdong e colegas determinaram que o clima em Liaoning durante o Jurássico médio teria sido subtropical a temperado, quente e úmido.